# Piké

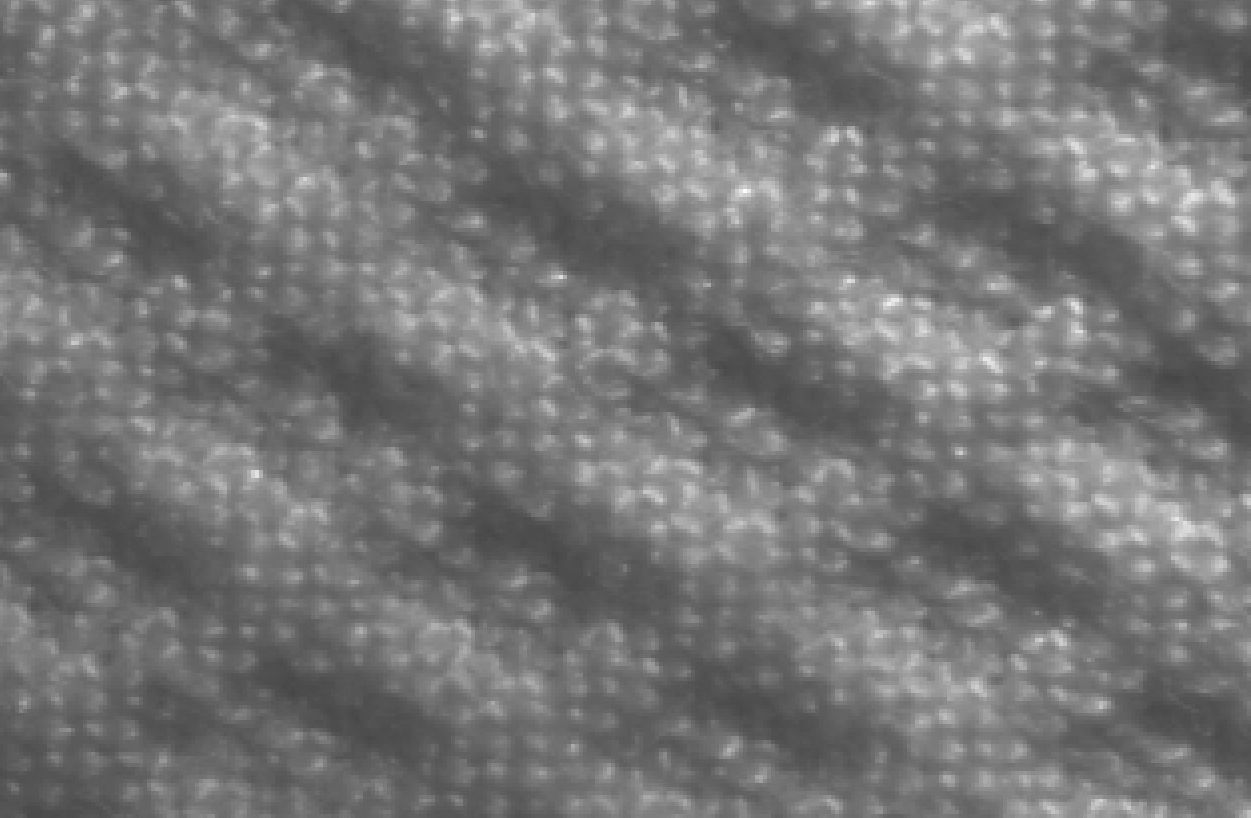
Tkané bavlněné piké (cca 10× zvětšené)

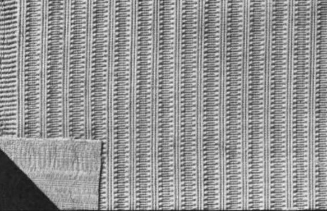
Pravé piké tkané cca v roce 1920, bělené a mercerované, 170 g/m²: Obě bavlněné tkaniny ze skané, výplň z jednoduché příze

Piké (anglicky pique, německy Pikee) je souhrnné označení pro textilie s reliéfovou strukturou povrchu imitující prošívání (piqué – francouzsky: prošívaný). Piké může být tkané nebo pletené. Vyrábí se zpravidla z bavlněné nebo viskózové příze.

## Tkané piké
Tkané piké má na lícní straně plošky, které vypadají jako polštářky ohraničené různě tvarovanými zářezy.

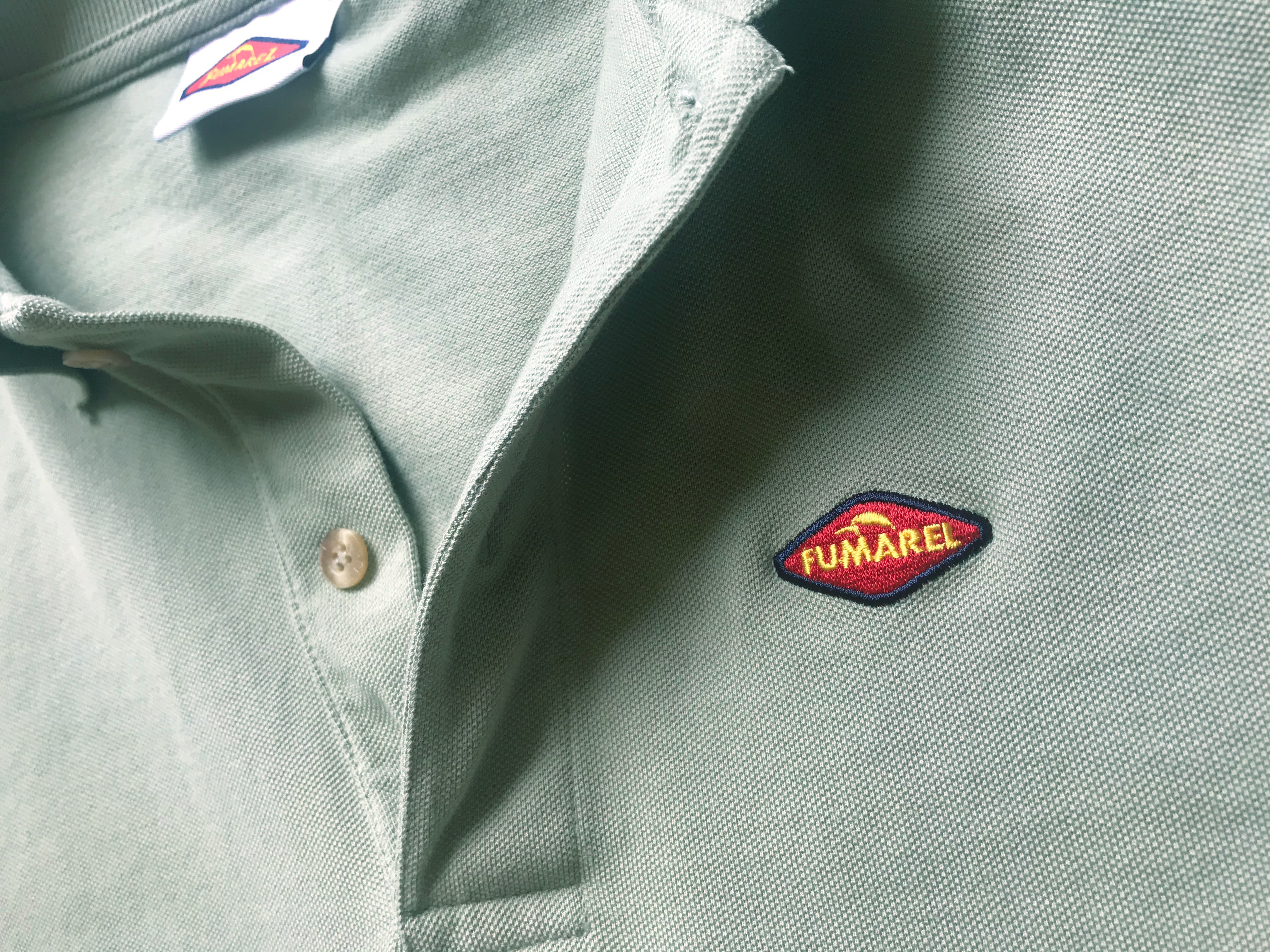
Polokošile z piké

- Pravé piké se vyrábí ze dvou tkanin nad sebou. Horní část je jemná základní tkanina v plátnové vazbě. Dolní, stehová osnova provazuje na určitých místech horní tkaninu a vytváří v ní zářezy, z útkových nití (hrubší, měkce točená příze) vzniká na povrchu reliéfová struktura. Počet nití v základní a stehové osnově bývá v poměru nejméně 2:1, rubní strana tkaniny se často počesává (barchet).
- Méně kvalitní piké se zhotovuje ze dvou osnov protkávaných jedním útkem.
- Imitace piké se tká z jedné osnovy a jednoho útku, reliéfová struktura se napodobuje vaflovou nebo piké-vazbou.

Drobnější vzory se dají tkát na listových tkacích strojích, k rozsáhlejšímu vzorování se musí použít stavy s žakárovým ústrojím.
Tkaniny se používají na svrchní ošacení, župany, přehozy na postele apod. Exkluzivní použití: vesty, které se nosí k frakům. 

## Zátažná pletenina

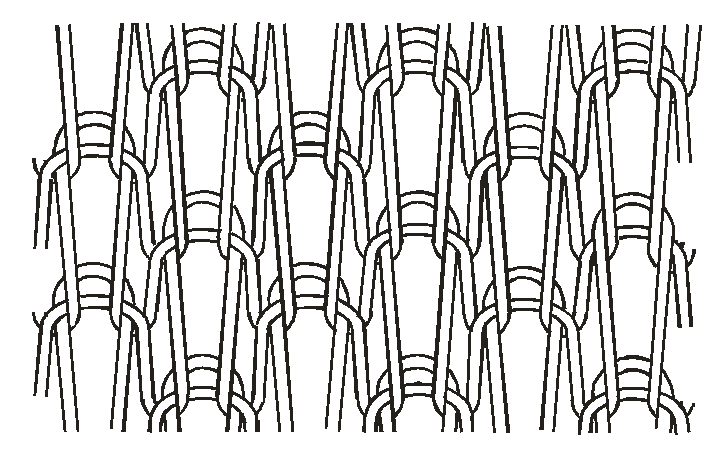
Lacost - vazba pleteného piké

- Piké pleteniny se vyrábí na okrouhlých dvoulůžkových strojích v interlokových vazbách. Jsou to oboulícní pleteniny s podkládanou nití, která zaručuje malou roztažnost úpletu do šířky. [4]

- Piké je take jednolícní zátažná pletenina s šachovnicově přesazeným povrchem. V každém řádku se střídají očka a chytové kličky.

Použití: trička, polokošile, dětské oděvy 